# A Banda Que Nunca Existiu
A Banda Que Nunca Existiu (ABQNE) é um projeto musical brasileiro idealizado pelos compositores Humberto Lyra (HL) e Luiz Pissutto (LP) no início dos anos 90. A proposta da banda é reviver a essência da música analógica da década de 1990, adotando uma abordagem única e inovadora dentro do cenário musical contemporâneo. A ABQNE se destaca por um repertório autoral diversificado, sem um gênero musical definido, que combina elementos poéticos e reflexões sobre os valores humanos, resultando em uma mescla musical única

## História
A dupla de compositores, HL e LP, se conheceu na adolescência no início da década de 90. Logo em seu primeiro encontro, rascunharam canções simples e deram início a uma jornada musical. Criaram uma banda sem nome, e ao longo dos anos, essa banda ganhou identidade, sendo oficialmente batizada como ABQNE (A Banda Que Nunca Existiu) em 2014. Desde o princípio, buscavam uma abordagem analógica em meio à crescente era digital.
Embora tenha sido fundada nessa época, a ABQNE só conquistou notoriedade recentemente com entrevista no G1 e também tendo uma repercussão considerável e aclamado pela mídia, assim marcando sua presença na cena musical. A essência original da banda era mesclar sotaques, sonoridades e ritmos por meio de diferentes intérpretes, refletindo a riqueza da diversidade cultural brasileira.
As canções autorais da ABQNE ganham vida nas vozes de intérpretes de diferentes regiões do Brasil, mesclando sotaques e sublimando as diferenças culturais. O projeto reúne artistas renomados, como Zeca Baleiro, André Abujamra, Augusto Licks, Pedro Mariano, Luana Camarah, Projeto Chumbo e Paulinho Moska, agregando uma riqueza de colaborações musicais.
Zeca Baleiro, padrinho do projeto, acompanhou de perto as gravações, orientando a dupla em diversos aspectos, pois foi a primeira vez que a música deles ganhou vida além das paredes de suas casas.

## Discografia
O EP de estreia da ABQNE, lançado em 6 singles cativantes, apresenta uma abordagem inovadora, lançando músicas de gêneros diversos em um conceito "random", resgatando a nostalgia peculiar dos anos 90, quando diferentes estilos compartilhavam o mesmo espaço no rádio.

### Singles
- -     - "Só uma Vez"[4] (2020) feat Augusto Licks
    - "Essa Canção"[5] (2020) feat Pedro Mariano
    - "Algum lugar ao Sol"[6] (2020) feat Luana Camarah
    - "Acabou ou Começou?"[7] (2020) feat Projeto Chumbo[8]
    - "Alice (Ela só quer um amor)"[9] (2021) feat Paulinho Moska
    - "Zero Grau"[10] (2021) feat Zeca Baleiro

Nesse primeiro EP além da participação de grandes nomes nos vocais, ABQNE também reuniu músicos que fizeram historia no cenário musica brasileiro, como Fernando Nunes (baixo), Tuco Marcondes (guitarra), Adriano Magoo (teclados), Jonas Moncaio (cello), Kuki Storlaski (bateria), James Müller (percussão), Hugo Hori (flauta), Paulinho Viveiro (trompete e horn) e Tiquinho (arranjo de metais), além de contar com o auxílio luxuoso do diretor musical e responsável pela mixagem Sergio Fouad. 

## Colaborações Notáveis
A ABQNE é conhecida por suas colaborações notáveis com artistas consagrados, ampliando sua sonoridade e impacto na cena musical. Alguns dos colaboradores notáveis incluem:
- Augusto Licks: O guitarrista gaúcho, Augusto Licks, lendário guitarrista dos Engenheiros do Hawaii, depois de 26 anos voltou a cena cantando "Só Uma Vez", ainda encorpou o arranjo com suas guitarras em overdub deixando a faixa lendária.
- Pedro Mariano:  Com seu DNA e voz afinadíssima deu um charme único a “Essa Canção”[11] uma balada R&B simples e romântica, ideal para tocar no elevador e nos dias de frio, um detalhe interessante e que “Essa Canção” é executada mais no Japão do que no Brasil. Arigatô
- Luana Camarah: Misturando o drive de sua voz com uma pegada rhythm and blues, “Algum Lugar ao Sol”[12] ficou ainda mais solar, tendo uma característica marcante e única.
- Projeto Chumbo: Os elementos do pop, do folk e da MPB se combinariam perfeitamente na canção “Acabou ou Começou”[13], a única onde os próprios compositores HL e LP participaram tocando e cantando.
- Paulinho Moska: Com sua voz única, Paulinho Moska deu o toque final em "Alice (Ela só quer um amor)"[14], intensificando a balada romântica que retrata a solidão amorosa de uma mulher, alcançando mais de 430.000 streamings no Spotify.
- Zeca Baleiro: Foi o responsável pelo Gran Finale do primeiro EP com sua voz característica em "Zero Grau"[15] um bolero com arranjo envolvente e muito dançante, que mescla MPB e ritmos latinos.

## Legado e Futuro
A ABQNE está construindo um legado impactante no cenário musical, revivendo a essência da música dos anos 90 com uma abordagem contemporânea.
A banda está atualmente imersa na produção de dois EPs intitulados "A" e "B", e está na fase final de um terceiro EP, com a orientação de Sergio Fouad. Este último abordará a intricada relação da sociedade com as redes sociais, prometendo proporcionar uma experiência musical envolvente e cativante.
Além disso, a ABQNE uniu forças à banda de rock contemporâneo "Do Culto ao Coma" para lançar o EP intitulado “Quem é a doença, Quem é a cura?”, composto por 5 faixas, oferecendo uma jornada musical dançante, energética e lisérgica.
A banda não apenas se destaca por sua música, mas também por seu compromisso social significativo. Uma parte da receita gerada pelo projeto será direcionada a uma instituição de apoio a pessoas afetadas pelo câncer, em homenagem às mães dos compositores. Isso reflete o compromisso social profundamente enraizado na arte da ABQNE.